# Pelegrina pervaga
Pelegrina pervaga là một loài nhện trong họ Salticidae.
Loài này thuộc chi Pelegrina. Pelegrina pervaga được Elizabeth Maria Gifford Peckham & George William Peckham miêu tả năm 1909.